# قلب مصنوعی

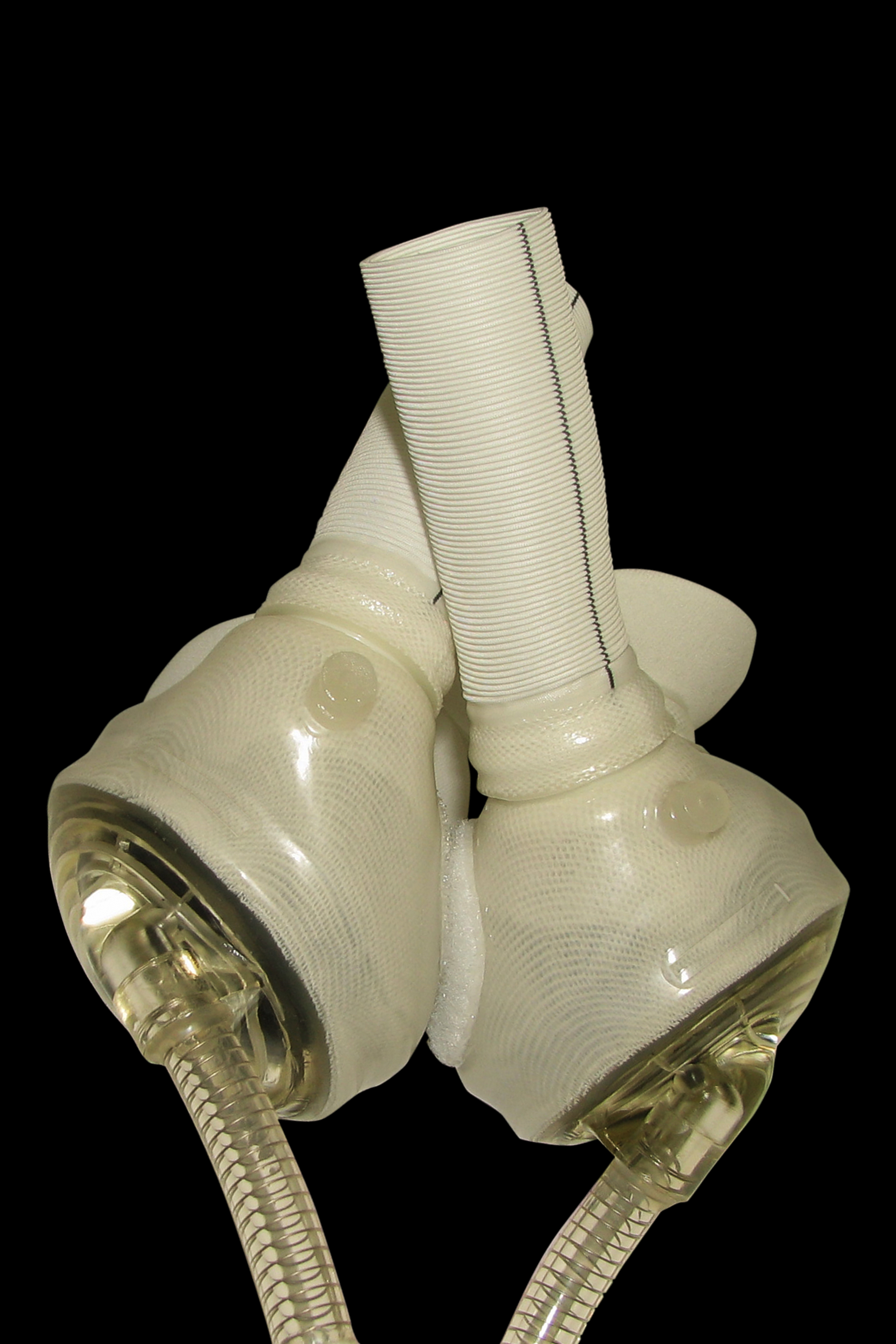
قلب مصنوعی

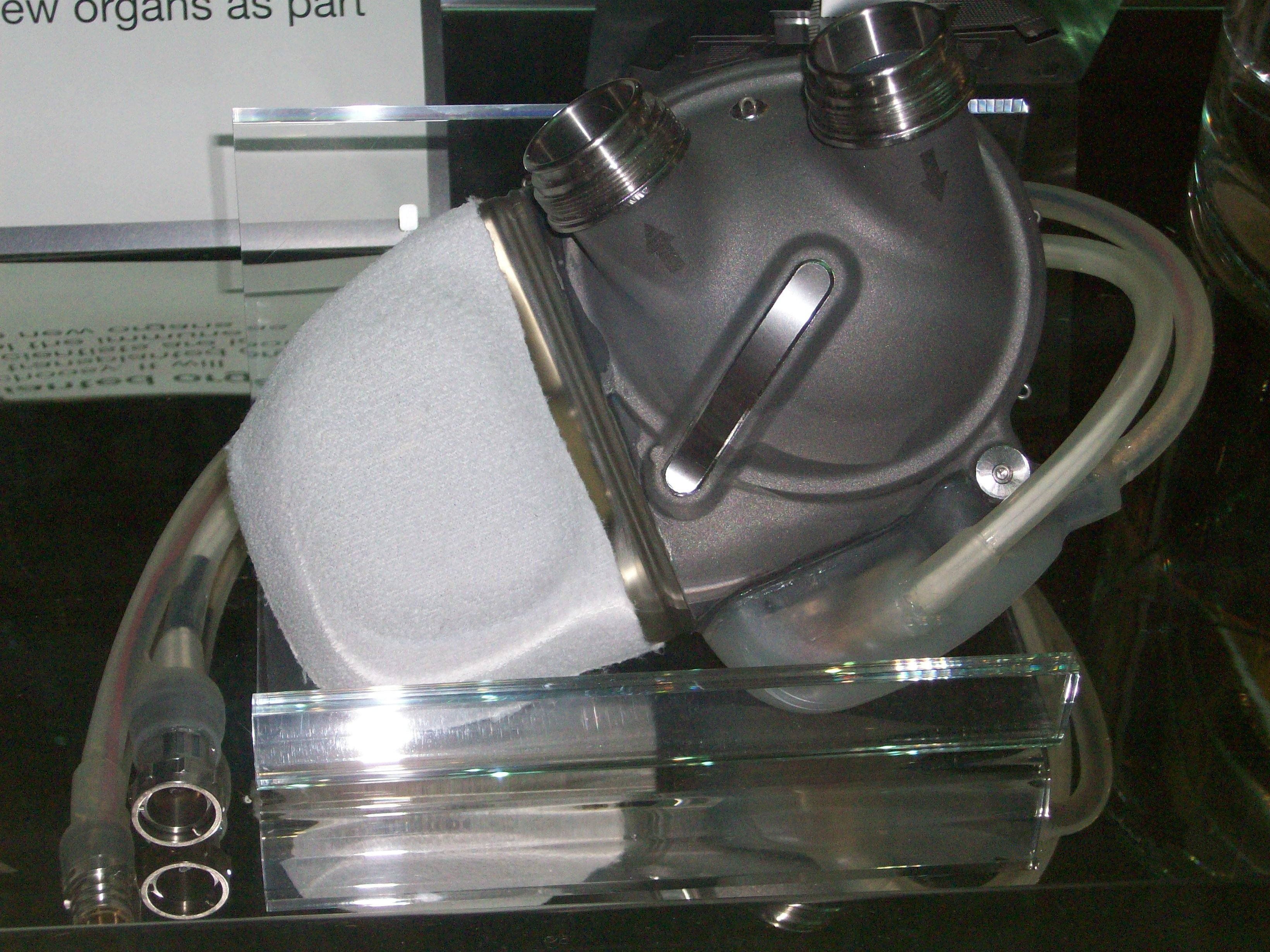
قلب مصنوعی نمایش داده شده در موزه علوم لندن

قلب مصنوعی یا دِلواره، وسیله‌ای است که به‌طور موقت یا دائم، جایگزین قلب بیمار می‌شود و وظایف آن را انجام می‌دهد. قلب مصنوعی، عموماً در طول عمل پیوند قلب، مورد استفاده قرار گرفته و موقتاً وظایف قلب را انجام می‌دهد. با این‌حال، در مواردی که انجام پیوند قلب، ناممکن است، از این وسیله به‌طور دائمی استفاده می‌شود. قلب مصنوعی، وسیله‌ای متفاوت از دستگاه‌های تنظیم ضربان قلب یا دستگاه بای‌پس قلبی ریوی است.

## تاریخچه

### نخستین پیوند قلب مصنوعی در انسان
در ۴ آوریل ۱۹۶۹، نخستین قلب مصنوعی در انسان، توسط دومینگو لیوتا و دنتون کولی، جایگزین قلب یک بیمار، به منظور پیوند قلب او شد. این جراحی در مؤسسه قلب تگزاس در هیوستون انجام گرفت و بیمار به‌هوش آمد. پس از ۶۴ ساعت، قلب مصنوعی از بیمار جدا شد و عمل پیوند قلب انجام گرفت اما آن بیمار، ۳۲ ساعت پس از پیوند قلب، در گذشت. دلیل مرگ بیمار، عفونت شدید تنفسی در هر دو ریه، ناشی از مصرف داروهای سرکوب‌کننده سیستم ایمنی تشخیص داده شد. این قلب مصنوعی، در موزه ملی تاریخ آمریکا، مؤسسه اسمیتسونین در واشینگتن، دی.سی.، به نمایش گذاشته شده.

### نخستین پیوند قلب مصنوعی دائمی
در سال ۱۹۸۲، Paul Winchel نمونه اولیه‌ای از یک قلب مصنوعی را طراحی‌کرد، اما استفاده از آن در بدن یک انسان، کاری مخاطره‌آمیز به‌نظر می‌رسید. در نهایت جراح متبحری به نام William Devries از دانشگاه یوتا در آمریکا تصمیم به انجام این پیوند گرفت. او این دستگاه را Jarvik-۷ نامید. این نخستین ماشینی بود که می‌توانست به‌طور دائم جایگزین قلب شود. بیمار دریافت‌کننده پیوند، دندانپزشکی ۶۱ ساله به نام Barney Clark بود. شانس زندگی او در صورت عدم دریافت پیوند، کمتر از سی روز پیش‌بینی می‌شد. جراحی با موفقیت انجام شد و کلارک ۱۱۲ روز زنده ماند.

یکی از ویژگی‌های Jervik-۷، به‌کارگیری نوعی فلز مخصوص در حفرات داخلی آن بود. خون در برخورد با این نوع فلز منعقد می‌شد و لایه‌ای در داخل حفرات تشکیل می‌داد. این امر سبب تسهیل حرکت خون در قلب می‌شد.

عملکرد Jarvik-۷همانند پمپ هوا طراحی شده‌بود و برخلاف مدل پیشرفته امروزی، لازم بود چندین رشته سیم از بدن بیمار بیرون بیاید و به منبع تغذیه خارجی متصل شود. طبیعی‌ترین پیامد این طراحی، بروز عفونت‌های متعدد در محل عبور سیم‌ها از پوست بود. پیش از توقف تولیدJarvik-۷، در چندین بیمار دیگر نیز، از آن استفاده شد، اما به‌علت بروز مشکلات فنی نظیر خطاهای مکانیکی و حجم بسیار بزرگ دستگاه، تولید آن متوقف شد.

دو کشف اساسی، در تولید قلب‌های مصنوعی مدرن نقشی کلیدی داشتند؛ مورد اول تولید پوریه ضد انعقاد است که در لایه بیرونی قلب مصنوعی استفاده می‌شود و احتمال پس‌زده‌شدن آن را از سوی سیستم ایمنی و بافت‌های اطراف به حداقل می‌رساند. کشف مهم دیگر، اختراع سیستم منبع تغذیه قابل کاشت درون بدن است که هیچ‌گونه حرارتی در بافت‌های اطراف خود ایجاد نمی‌کند. این دو کشف از ابداعات فردی به نام Hiroaki Harusaki است.

این دو ویژگی به همراه ده‌ها تکنولوژی دیگر، در قالب یک مدل قلب مصنوعی با نام AbioCor ارائه شده‌است. این مدل در سال ۲۰۰۱ برای نخستین‌بار به‌کارگرفته‌شد و در سال ۲۰۰۴ با رسیدن به حد نصاب‌های لازم، مجوز FDA را دریافت کرد. ۸۶درصد از بیماران دریافت‌کننده AbioCor بیش‌از یک سال و ۶۴درصد بیش‌از ۵ سال شانس زندگی یافتند.

## نحوه عملکرد قلب مصنوعی
قلب انسان به‌طور میانگین خون را با نرخ ۶۰ تا ۱۰۰ بار در دقیقه پمپاژ می‌کند. قلب در دو مرحله عمل می‌کند:
1. در مرحله اول، دهلیزهای راست و چپ به‌طور هم‌زمان منقبض می‌شوند و خون را به ترتیب به بطن‌های راست و چپ قلب می‌فرستند.
2. در مرحله دوم، بطن‌ها منقبض می‌شوند و خون را به ریه‌ها توسط بطن راست و توسط بطن چپ به سایر نقاط بدن هدایت می‌کنند.

پس از آن عضلات قلب تا تپش بعدی استراحت می‌کنند. در این فاصله قلب دوباره از خون پر می‌شود.

در بیمارانی که از قلب مصنوعی جدید استفاده می‌کنند، قلب مصنوعی جایگزین بطن‌ها می‌شود و دهلیزها هنوز در جای خود باقی‌مانده‌اند؛ بنابراین در مرحله اول از فرایند پمپاژ خون، همچنان دهلیزهای قلب طبیعی، به‌طور هم‌زمان منقبض می‌شوند و خون را به خارج از قلب می‌فرستند. اما مرحله دوم متفاوت با قلب طبیعی انجام می‌شود. از آنجا که نحوه طراحی قلب مصنوعی به صورتی است که در هر لحظه خون را تنها به یکی از دو بطن می‌فرستد، ابتدا خون به ریه‌ها فرستاده، سپس به سایر نقاط بدن پمپ می‌شود. قلب مصنوعی قادر است خون را با نرخ ده لیتر در دقیقه پمپ کند که برای فعالیت‌های روزانه کافیست.

## اجزای قلب مصنوعی
قلب مصنوعی AbioCor از جنس تیتانیوم و پلاستیک است و چهار بخش زیر را به هم متصل می‌کند:
- دهلیز راست
- دهلیز چپ
- آئورت
- شریان ریوی

مکانیسم عملکرد دستگاه بسیار شبیه به یک پمپ هیدرولیک است. در این نوع از پمپ‌ها، مایع هیدرولیک فشار را از نقطه‌ای به نقطه دیگر منتقل می‌کند. برای درک بهتر عملکرد قلب مصنوعی، نحوه کار اجزای مختلف آن را بررسی می‌کنیم:
- پمپ هیدرولیک

عملکرد این قطعه همانند پمپ هیدرولیک صنعتی است. نوعی ماده غیرقابل‌فشرده‌سازی در این پمپ جریان دارد که نیروی اعمال‌شده را از یک نقطه به نقطه دیگر می‌فرستد.
- دریچه ورودی

این دریچه برای جریان‌یافتن مایع هیدرولیک از یک قسمت به قسمت دیگر، باز و بسته می‌شود. هنگامی‌که مایع به سمت راست حرکت می‌کند، خون از درون بطن مصنوعی به ریه‌ها پمپ می‌شود و هنگامی‌که مایع به سمت چپ می‌رود، خون به سایر نقاط بدن فرستاده‌می‌شود.
- سیستم انتقال انرژی به صورت بی‌سیم

این سیستم به نام Transcutaneus Energy Transfer (انتقال انرژی از درون پوست، خوانده‌می‌شود. اجزای تشکیل‌دهنده آن دو سیم‌پیچ داخلی و خارجی هستند. این دو سیم‌پیچ انرژی را از یک باتری خارجی می‌گیرند و از طریق القای الکترومغناطیسی آن را به باتری داخلی و واحد کنترل می‌فرستند.
- باتری داخلی

یک باتری قابل شارژ است که در داخل شکم بیمار ایمپلنت می‌شود. باتری داخلی ۳۰ تا ۴۰ دقیقه وقت در اختیار بیمار قرارمی‌دهد تا بتواند فعالیت‌هایی نظیر حمام‌کردن را که در طی آن‌ها مجبور به جداکردن باتری خارجی است، انجام بدهد.
- باتری خارجی

این باتری روی یک کمربند قرار می‌گیرد و به دور کمر بیمار بسته‌می‌شود. قابل شارژ است و ۴ تا ۵ ساعت کار می‌کند.
- واحد کنترل

این ابزار الکترونیکی کوچک در جداره شکم بیمار کارگذاشته‌می‌شود و به کنترل نحوه پمپاژ قلب و ریتم قلبی اختصاص دارد.
وزن کلی دستگاه در حدود ۲ پوند (۰٫۹ کیلوگرم) است.

## مراحل جراحی
پیوند قلب مصنوعی، جراحی بسیار ظریفی است. نه‌تنها جراح باید دو بطن راست و چپ را از قلب بیمار جدا کند، بلکه باید یک شیء خارجی را در قفسه سینه کار بگذارد. در طی جراحی، بیمار موقتاً به پمپ مصنوعی قلب و ریه متصل می‌شود تا قلب از تپش بایستد و جراحی میسر شود. قلب مصنوعی به وسیله صدها بخیه به دهلیزهای قلب طبیعی وصل می‌شود و جراح برای پوشاندن بخیه‌ها از یک لایه بافت مصنوعی استفاده می‌کند. تعداد پرسنل حاضر در پیوند قلب مصنوعی معمولاً بسیار زیاد است. علاوه‌بر دو جراح زبده و دستیارانشان، چندین متخصص و تیم پرستاری به کنترل شرایط می‌پردازند.

مراحل به این شرح هستند:
1. جای‌گذاری سیم‌پیچ داخلی در شکم
2. بازکردن جناغ سینه و اتصال دستگاه پمپ قلب و ریه (در این مرحله قلب از تپش می‌ایستد و خون بیمار از طریق دستگاه پمپ می‌شود).
3. جداسازی بطن‌های قلب طبیعی (دهلیزها جدا نمی‌شوند).
4. استفاده از یک مدل پلاستیکی برای تعیین محل دقیق قرارگیری قلب مصنوعی
5. بریدن بافت‌های مصنوعی در اندازه‌های مطلوب و بخیه‌زدن آن‌ها به آئورت و شریان ریوی
6. قلب مصنوعی وارد قفسه سینه می‌شود و اتصالات آن با شریان ریوی، آئورت، و دهلیزهای راست و چپ برقرار می‌شود.
7. تخلیه کامل هوای داخل دستگاه
8. جداسازی بیمار از پمپ قلب و ریه
9. حصول اطمینان از صحت عملکرد قلب
10. بستن قفسه سینه

## شرایط دریافت پیوند
کاندیداهای دریافت قلب مصنوعی معمولاً «بیمارترین بیماران» هستند؛ یعنی در شدیدترین حالت ناراحتی قلبی به‌سرمی‌برند. پیوند قلب مصنوعی تنها هنگامی انجام می‌شود که کاندیدای پیوند حائز تمامی شروط زیر باشد:
- در حادترین مرحله بیماری قلبی باشد.
- امید به زندگی در وی کمتر از ۳۰ روز برآورد شده‌باشد.
- هیچ امکانی برای دریافت قلب طبیعی وجود نداشته باشد.
- هیچ راه درمانی جایگزین در دسترس نباشد.
- سایز قفسه سینه بیمار با ابعاد قلب مصنوعی همخوانی داشته‌باشد. این شرط از طریق عکس برداری CAT Scan و X-Ray بررسی می‌شود. عکس‌های بدست‌آمده با استفاده از یک برنامه کامپیوتری به نام CAD برای نوعی اندازه‌گیری مجازی، بازسازی می‌شوند. این نرم‌افزار قلب طبیعی را به صورت مجازی حذف می‌کند و AbioCor را مجازاً در قفسه سینه قرارمی‌دهد و درصورت همخوانی ابعاد، اجازه پیوند داده‌می‌شود.